# Барска архиепархия
Барската архиепархия (на латински: Dioecesis Antibarensis) е католическа архиепископия със седалище в град Бар, Черна гора.
Създадена е като епископия през IX век, а през 1034 година е издигната в архиепископия. Тя е пряко подчинена на Светия престол. Днес площта ѝ е 13 138 кв. км, като обхваща почти изцяло територията на Черна гора, с изключение на района около Которския залив, който си има отделен епископ (Которска епархия). Римокатолиците днес съставляват само 2,2% (основно в Будва и Улцин).